# كبك (مقاطعة ديواندرة)
كبك (بالفارسية: کپک) هي قرية تقع في قسم سارال الريفي (مقاطعة ديواندرة) في إيران. يقدر عدد سكانها بـ 493 نسمة بحسب إحصاء 2016.